# یواس‌اس اس-۳۶ (اس‌اس-۱۴۱)
یواس‌اس اس-۳۶ (اس‌اس-۱۴۱) (به انگلیسی: USS S-36 (SS-141)) یک زیردریایی بود که طول آن ۲۱۹ فوت ۳ اینچ (۶۶٫۸۳ متر) بود. این زیردریایی در سال ۱۹۱۹ ساخته شد.